# Neocheiropteris ensata
Neocheiropteris ensata là một loài thực vật có mạch trong họ Polypodiaceae. Loài này được (Thunb.) Ching miêu tả khoa học đầu tiên năm 1933.